# Chapelle Saint-Antoine de Sart-Mélin
La chapelle Saint-Antoine est une chapelle de style gothique et baroque située à Sart-Mélin, un hameau de Mélin, section de la ville belge de Jodoigne en province du Brabant wallon.
La chapelle fait l'objet d'un classement comme monument historique et ses abords font l'objet d'un classement comme site.

## Localisation
La chapelle se dresse rue Saint-Antoine, à l'entrée de Sart-Mélin, un des quatre hameaux du village de Mélin, qui figure au nombre des « Plus beaux villages de Wallonie »,,.

## Historique
Le hameau de Sart-Mélin serait né d'un essartage entrepris dès le XIIIe siècle par l'abbaye de la Ramée, qui y installe la cense de la Couverterie, origine du hameau dénommé anciennement Sart-le-Couvert.
La chapelle Saint-Antoine, qui signale l'entrée du hameau (appelé aujourd'hui Sart-Mélin), est un petit oratoire champêtre qui était déjà cité au XVIe siècle et était à l'origine entouré d'un cimetière,,,,.
Sa fondation serait liée à la présence d'une maladrerie ou léproserie, établissement où les lépreux étaient soignés,,. Saint Antoine, ou Antoine le Grand était en effet invoqué au Moyen Âge pour combattre le « feu de Saint Antoine », ou ergotisme, une infection causée par un empoisonnement causé par le champignon appelé ergot du seigle et dont les symptômes ressemblaient à ceux de la lèpre.
L'édicule a été reconstruit en 1724, comme l'indique le chronogramme gravé au-dessus du portail de style baroque :
AntonII DIVI saCeLLUM Voto et Verbo
Le clocheton qui sommait jadis la façade de la chapelle a été arasé pour des raisons d'instabilité en 2001,,.

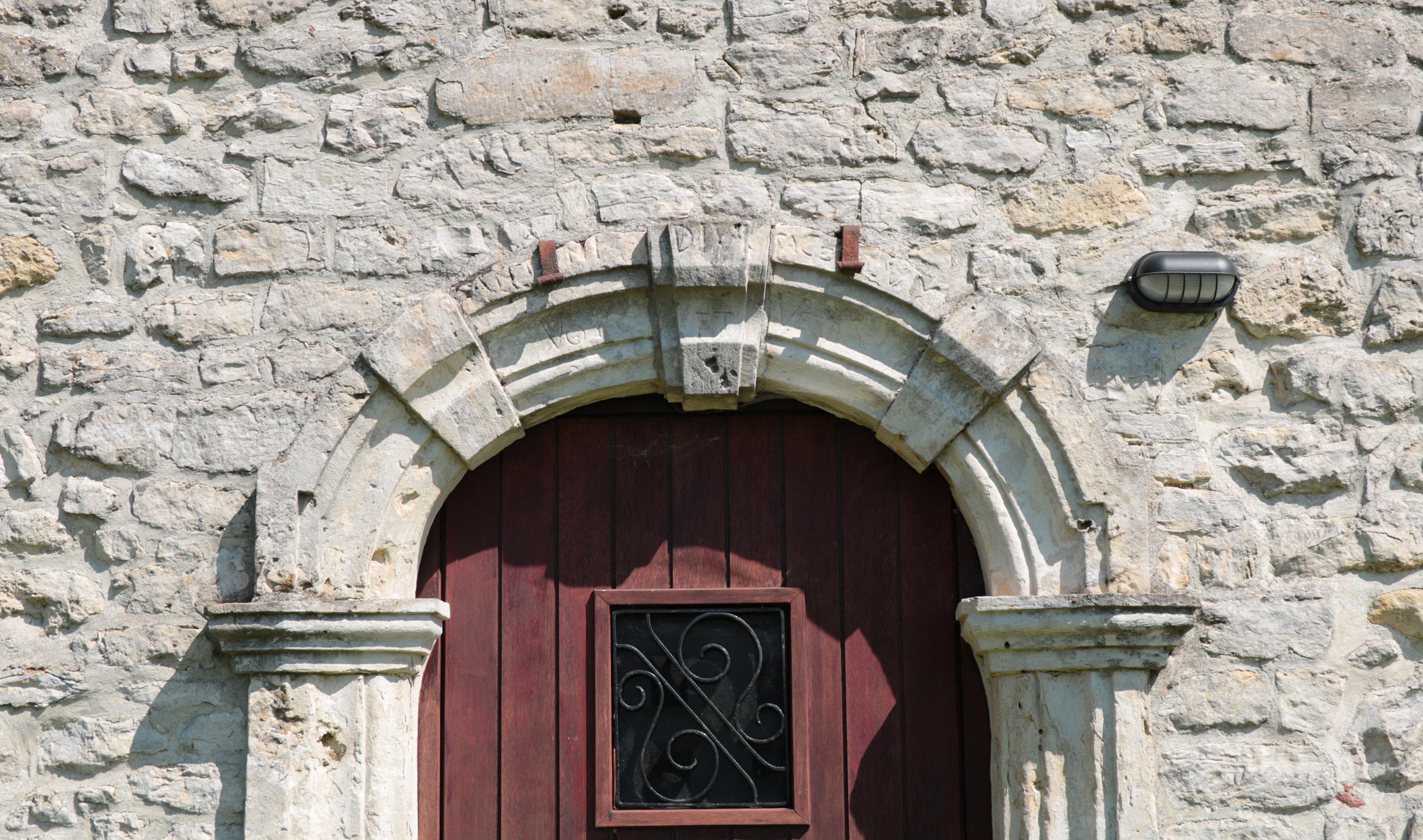
L'arc porteur du chronogramme.

## Classement
La chapelle fait l'objet d'un classement comme monument historique et ses abords font l'objet d'un classement comme site depuis le 27 juillet 1983 sous la référence 25048-CLT-0016-01,,.
Par ailleurs, la chapelle figure à l'Inventaire du patrimoine immobilier culturel de la Wallonie sous la référence 25048-INV-0321-02.

## Architecture
La chapelle Saint-Antoine de Sart-Mélin est un petit édifice composé de deux parties bien distinctes.
La nef, de plan rectangulaire, est construite en moellons de pierre de Gobertange sur un soubassement terminé par un chanfrein,. Sa façade occidentale est ornée d'un portail de style baroque dont les piédroits harpés en pierre de taille se terminent par des impostes qui portent un arc en anse de panier gravé du chronogramme décrit plus haut, qui le date de 1724,.
Sa façade méridionale,soutenue par un puissant contrefort, est percée de deux oculi ovales à encadrement mouluré et ornés de vitraux,.
À l'ouest, la toiture en bâtière se termine par une croupette, qui occupe la place du clocheton arasé en 2001,.
À l'est, l'édifice présente un chœur en briques sur soubassement de moellons, plus étroit que la nef et terminé par un chevet à trois pans percé de fenêtres ogivales,.

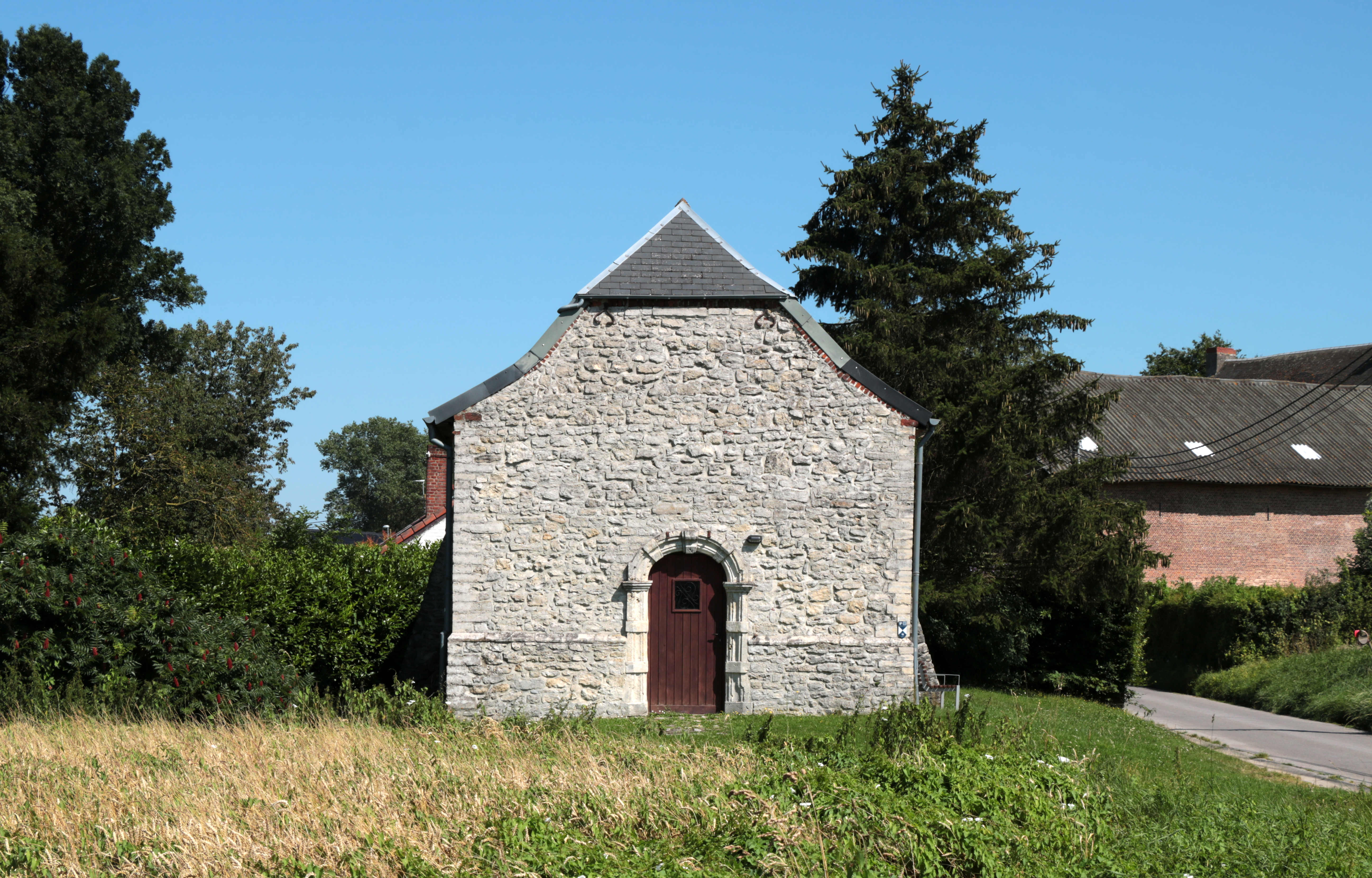
La façade occidentale.
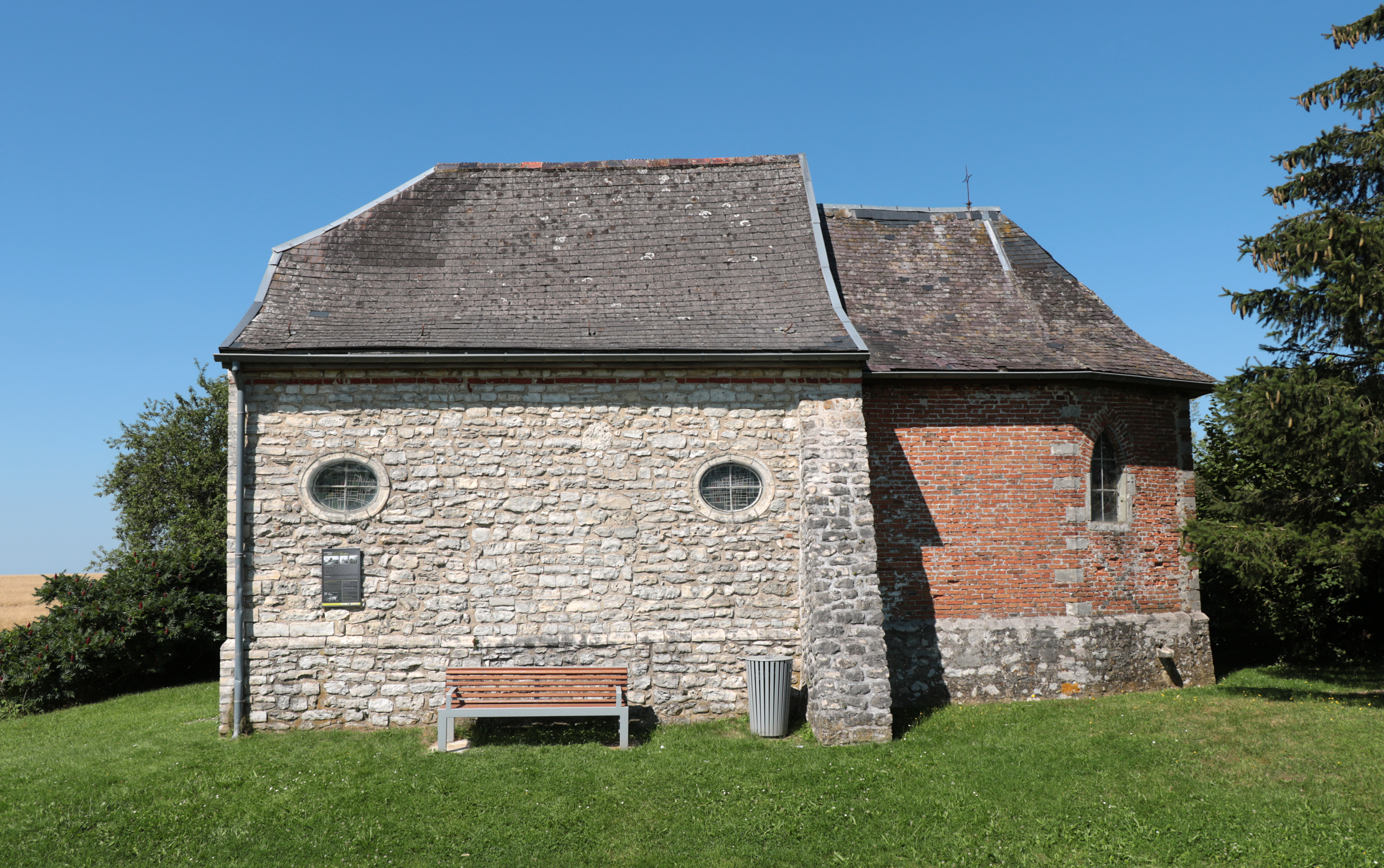
La façade méridionale.
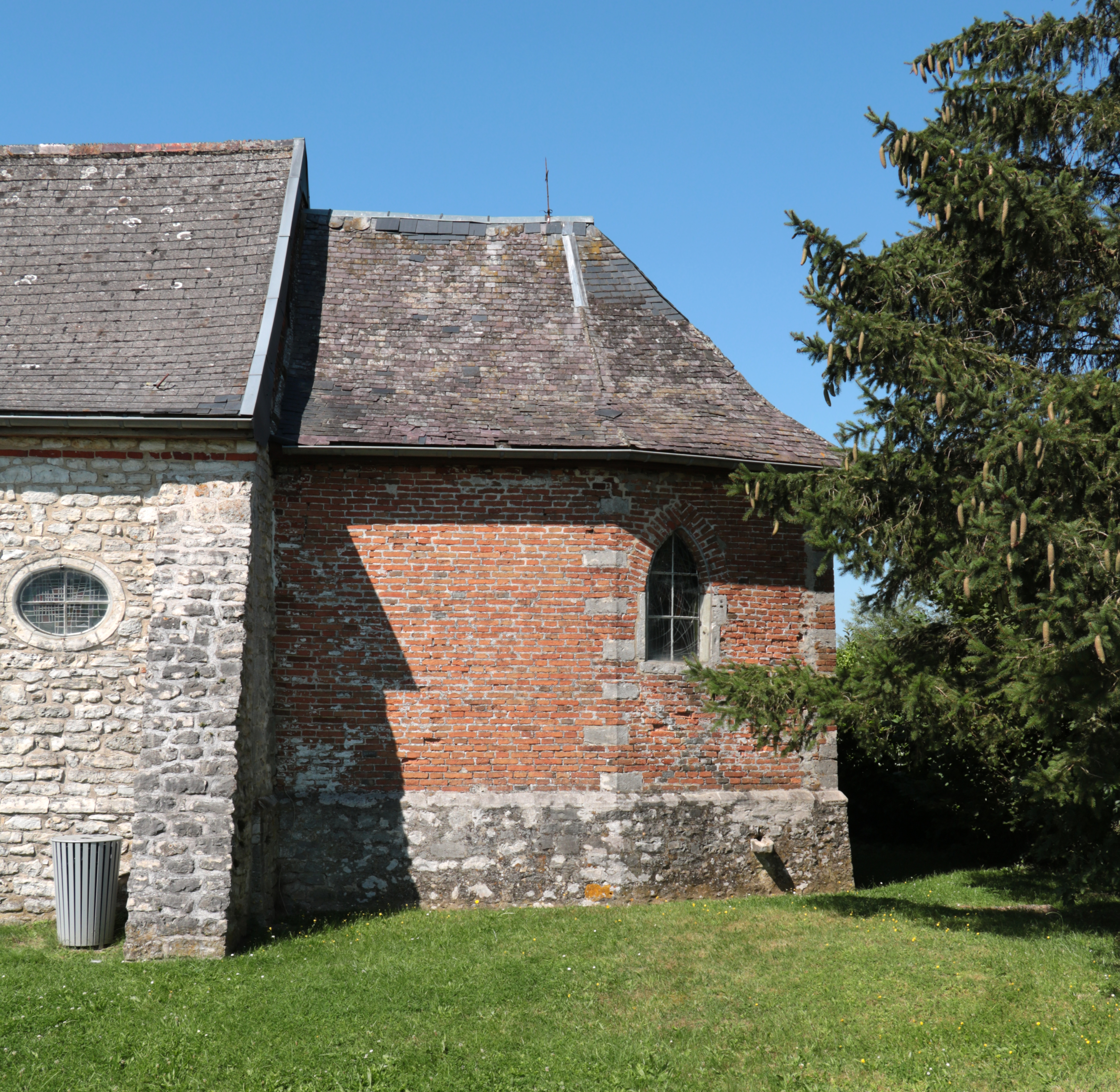
Le chevet gothique.
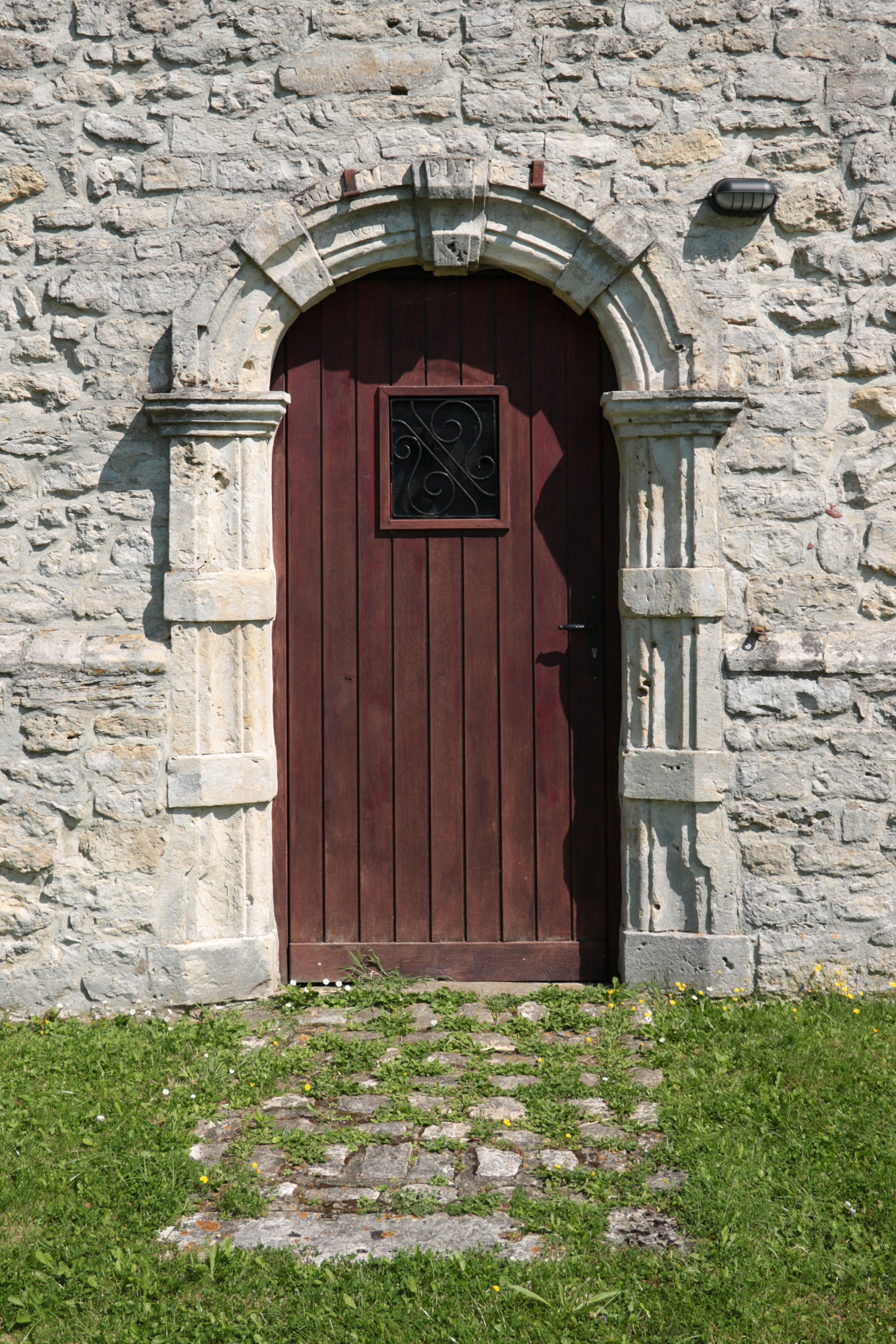
Le portail baroque.